# توماس ك. بيري
توماس ك. بيري (بالإنجليزية: Thomas C. Perry)‏ هو سياسي أمريكي، ولد في 6 أبريل 1941 في باتافيا في الولايات المتحدة، وتوفي في 4 يونيو 2017.